# David Taboureau
David Fernand Guillaume Taboureau (Gent, 26 april 1968) is een Belgisch voormalig kajakker.

## Levensloop
Taboureau was actief tussen eind jaren 80 en eind jaren 90. Op de Olympische Zomerspelen van 1996 in Atlanta werd hij uitgeschakeld in de halve finales van de K-2 500 m en de herkansingen van de K-2 1000 m met zijn teamgenoot Mark Vendeweyer. Twee jaar eerder, in 1994, kwalificeerden ze zich voor de A-finale van de ICF Wereldkampioenschappen Kanosprint 1994 in Mexico-Stad, waarin ze een 9e plaats behaalden. Op de ICF Wereldkampioenschappen Kanosprint 1999 peddelde David Taboureau in de Belgische K4 met teamgenoten Bob Maesen, David Stevens en Luuk Van Veldhoven, in een poging zich te kwalificeren voor de Olympische Zomerspelen van 2000 in Sydney. Ze werden uitgeschakeld in de halve finale, waardoor hij een punt achter zijn carrière zette.
Taboureau is lid van Koninklijke Cano Club Gent.